# Teleposta Towers

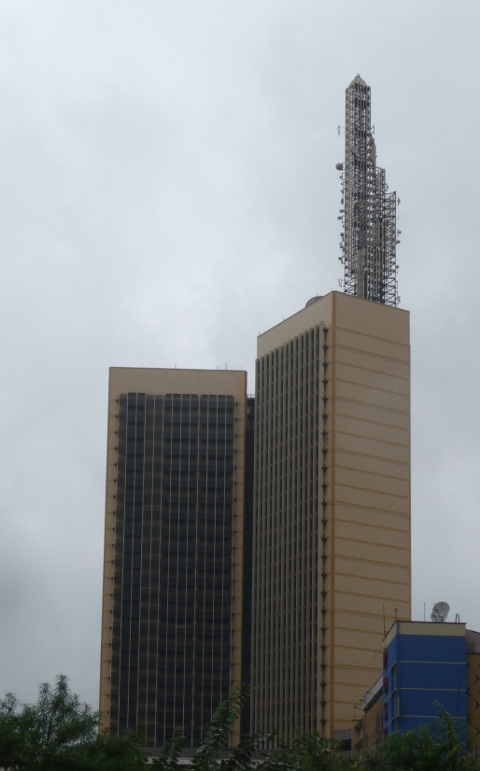

Teleposta Towers är den näst högsta byggnaden i Nairobi, Kenya, samt den näst högsta byggnaden i hela landet.
Takhöjden är 120 meter. Till det kommer en antenn. I byggnaden ligger informations- och kommunikationsdepartementet, och det centrala postkontoret.